# Dall'altra parte del cancello (film)
Dall'altra parte del cancello è un film documentario diretto da Alberto Puliafito e prodotto da Simone Cristicchi.

## Produzione
L'opera rappresenta un vero e proprio diario di viaggio del quale Cristicchi è narratore ed attore, viaggio che lo porta a visitare in prima persona diverse ex strutture manicomiali del nostro Paese, da Roma a Genova. Per la prima volta, a raccontare la sconosciuta tragedia di queste istituzioni dimenticate, sono coloro che dell'istituzione sono stati vittime incolpevoli: i malati di mente. Attraverso i loro sguardi, le parole biascicate, i loro lucidissimi ricordi di dolore, emerge un ritratto terribile di vite dimenticate e di torture legalizzate, le une e le altre troppo spesso ignorate.
Vengono poi intervistati da Cristicchi anche psichiatri, psicologi, infermieri, nonché alcuni artisti come Morgan, Caparezza, Niccolò Fabi, Samuele Bersani, che danno una propria definizione della "mattìa". Particolarmente intense le interviste ad Ascanio Celestini, anch'egli impegnato con diversi lavori teatrali e letterari a raccontare l'istituzione manicomiale, e la poetessa Alda Merini, rinchiusa in manicomio per più di dieci anni. A chiusura del DVD, il videoclip di Ti regalerò una rosa (anch'esso diretto da Alberto Puliafito e montato da Fulvio Nebbia e Michela Sessa), inizialmente nata come colonna sonora del documentario.
Il film documentario fa parte di un ben più vasto progetto articolato intorno alla tematica della malattia mentale, progetto che comprende la canzone vincitrice del 57º Festival di Sanremo, lo spettacolo teatrale Centro di igiene mentale - Storie di matti e di manicomi, scritto, diretto ed interpretato dal cantautore romano, ed il libro Centro di igiene mentale - Un cantastorie tra i matti, edito da Arnoldo Mondadori Editore, diario di viaggio contenente una raccolta di 35 lettere originali dei ricoverati del Manicomio di S.Girolamo a Volterra, epistole mai arrivate a destinazione scritte agli inizi del secolo scorso. Il libro è stato vincitore, nel giugno 2007, del Premio Letterario Elsa Morante ragazzi, assegnato dalla presidentessa Dacia Maraini e da una giuria composta da nomi quali Vincenzo Cerami e Maurizio Costanzo.

## Distribuzione
Il documentario è stato edito sia allegato all'omonimo album del cantautore che singolarmente, in una versione contenente come extra gli interventi di musicisti e cantautori a proposito del legame tra musica e follia. Il titolo si rifà a un monologo teatrale di Giorgio Gaber contenuto nello spettacolo Far finta di essere sani (1973).